# Battaglia delle isole Komandorski
La battaglia delle isole Komandorski, assai meno nota come battaglia delle isole del Commodoro, fu uno scontro navale avvenuto tra la Marina imperiale giapponese e la United States Navy il 26 marzo 1943 nell'estremo settentrione dell'Oceano Pacifico, a sud delle sovietiche isole del Commodoro.
Dopo l'invasione nipponica delle isole Attu e Kiska nelle Aleutine occidentali, gli Stati Uniti venuti a conoscenza di un convoglio di rifornimenti giapponesi diretti ad Attu, inviarono una squadra di navi da guerra comandata dal contrammiraglio Charles McMorris per intercettare il convoglio. La squadra statunitense consisteva dell'incrociatore pesante USS Salt Lake City, il vecchio incrociatore leggero USS Richmond che svolgeva il ruolo di ammiraglia del Task Group 16.6 costituito il 3 febbraio 1943 per contrastare le forze giapponesi che avevano occupato le isole, e i cacciatorpediniere Coghlan, Bailey, Dale e Monaghan. L'ammiraglio McMorris era a bordo del Richmond e l'equipaggio del Salt Lake City era per il 70% formato da personale alla prima uscita in mare e la revisione dopo i danni subiti nella Battaglia di Capo Speranza.
I giapponesi, pur senza conoscere la squadra americana diretta verso di loro, inviarono insieme al convoglio delle navi da guerra come scorta, due incrociatori pesanti, Nachi e Maya, due incrociatori leggeri, Tama e Abukuma, e quattro cacciatorpediniere che componevano la squadra comandata dal vice ammiraglio Boshirō Hosogaya.

## Svolgimento della battaglia

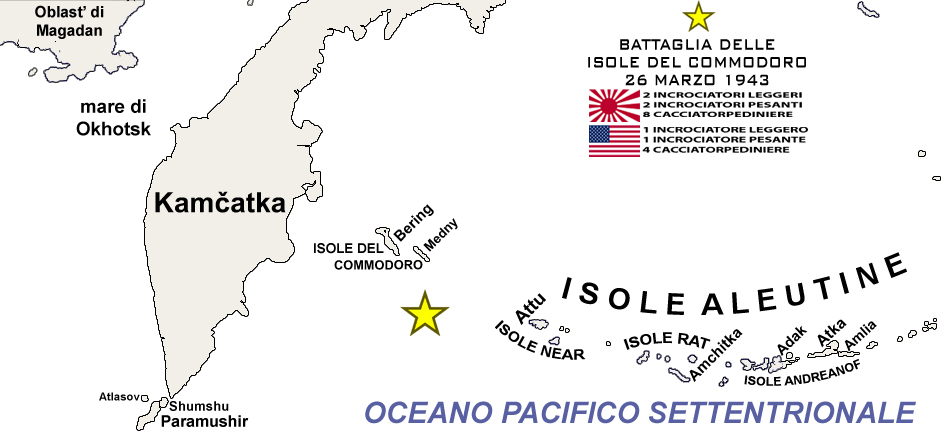
Mappa della battaglia

La mattina del 27 marzo, il convoglio giapponese fu intercettato dalla piccola squadra navale americana nelle acque a sud dell'arcipelago sovietico delle Isole del Commodoro, a circa 290 km a ovest di Attu e a 160 km a sud delle Isole del Commodoro; le navi del task group 16.6 (denominato Mike) erano disposte a distanza di sei miglia per sfruttare al meglio le capacità dei radar, in base agli ordini operativi dell'ammiraglio Kinkaid, e in rotta 40°;ad effettuare la scoperta furono il cacciatorpediniere Coghlan e il Richmond disposti come picchetto radar, che rilevarono le navi nipponiche; a loro volta ufficiali giapponesi sui trasporti avvistarono l'alberatura delle navi statunitensi e diedero l'allarme un minuto dopo. I giapponesi fecero allontanare i trasporti scortati dal cacciatorpediniere Usugumo e lo scontro cominciò con gli statunitensi disposti in linea di fila singola diretti per 330°, e i giapponesi inizialmente di controbordo su due file, con gli incrociatori pesanti ed uno leggero più vicini agli avversari a circa 9000 m ed i cacciatorpediniere e l'altro incrociatore leggero su un'altra linea parallela ed arretrata. Alle 8.40 un proiettile del Richmond centrò il Nachi provocando un incendio seguiti verso le 9.00 da altri che lo danneggiarono gravemente. I giapponesi lanciarono due aerei per controllare il tiro degli incrociatori e a questo punto entrambe le formazioni facevano rotta a nord-est, con i giapponesi passati a sud degli statunitensi ed entrambe le formazioni aumentavano la velocità a oltre 25 nodi. Un aereo venne colpito dal tiro contraereo di Salt Lake City, Bailey e Coghlan e sparì lasciando una scia di fumo.
Tuttavia la nave ammiraglia della flotta giapponese tornò presto in condizioni di combattere e mezz'ora dopo concentrò il suo fuoco contro l'incrociatore pesante Salt Lake City, che manovrò per evitare i colpi. Dapprima colpito al timone che rimase bloccato mentre la nave andava a 28 nodi. Contemporaneamente i cacciatorpediniere Bailey e Coghlan emettevano una cortina fumogena per proteggere l'incrociatore che dirigeva per 240°. Subito dopo i cacciatorpediniere Dale e Monaghan stesero un'altra cortina fumogena, ed insieme agli altri due caccia attaccò un incrociatore leggero giapponese che si era distaccato dal gruppo. Il Salt Lake City incassò dapprima un colpo da 203 mm che distrusse la catapulta di destra e incendiò l'aereo, che venne buttato in mare. Il gruppo fece rotta per 180° e l'incrociatore incassò un altro colpo da 203 mm dal Maya che non penetrò ma causò vari danni indiretti, scendendo a 20 nodi di velocità a causa di un'avaria alle tubature di vapore di un motore, mentre i due caccia Coghlan e Bailey attaccavano il Nachi e il Maya senza esito, riunendosi poi alla formazione.
Alle 10.10 il Salt Lake City fu ancora colpito da un proiettile di grosso calibro che provocò un grosso incendio a bordo e l'arresto della nave. Mentre gli incrociatori giapponesi si lanciavano verso la nave statunitense per darle il colpo di grazia, con un'azione ardita i cacciatorpediniere statunitensi Bailey, Coghlan e Monaghan si lanciarono a loro volta sulla formazione nipponica inducendola a desistere dall'azione mentre il Dale rimase a protezione dell'incrociatore danneggiato e fermo, che si preparò ad una estrema difesa. Il Bailey lanciò senza esito cinque siluri e venne inquadrato da varie salve che colorarono l'acqua di verde e blu (i giapponesi usavano proiettili con vernici a colori diversi per poter attribuire i colpi tra navi diverse) ed infine colpito gravemente da vari colpi compreso uno da 203 mm che provocò quattro morti ed altrettanti feriti gravi, mentre gli altri due non riuscivano a portarsi in posizione di lancio. Il Salt Lake City nel frattempo era riuscito a ripartire anche se solo a 15 nodi sparando l'ultima salva della battaglia ed i caccia si erano riuniti alla formazione mentre il Richmond rimaneva pronto a schermare le altre navi. Il Coghlan alle 12:45 si fermò per prendere a rimorchio il Bailey ma questo riuscì a proseguire a velocità ridotta con i giroscopi parzialmente funzionanti. Alle 13:03 il Coghlan aprì il fuoco contro un idrovolante comparso all'orizzonte, che però non venne colpito e rimase a distanza a controllare il gruppo.
Preoccupato dal consumo di nafta e dal timore che consistenti forze nemiche, (anche aeree considerando la vicinanza dell'isola di Amchitka occupata dagli statunitensi) potessero arrivare a sostegno della formazione di McMorris, il viceammiraglio Hosogaya interruppe lo scontro e si ritirò.
Intanto le navi cargo giapponesi avevano già invertito la rotta al principio della battaglia: era l'ultimo convoglio di superficie che si era avventurato in quelle acque. Da allora in poi i convogli nipponici furono unicamente composti da sommergibili.
Per contro la formazione statunitense si ritirava col Salt Lake City e il Bailey pesantemente danneggiati; il secondo aveva radio e giroscopi danneggiati, così come i cannoni antiaerei Bofors da 40 mm ed una sala motori fuori uso con le pompe che a mala pena riuscivano a contrastare le numerose falle ed il timone a comando manuale per mancanza di energia elettrica; il primo invece aveva sparato 806 proiettili perforanti esaurendone la scorta e poi 26 di esplosivo ad alto potenziale, aveva la sala motori posteriore allagata e i giroscopi fuori uso per cui poteva solo seguire la rotta del resto della formazione, ma aveva sostenuto il confronto con due incrociatori pesanti obbligandoli a mantenersi a distanza, mentre il Richmond aveva sparato solo 271 proiettili da 150 mm. Anche il Coghlan aveva sparato ben 750 proiettili da 127 mm.
Il comportamento dei giapponesi venne attribuito da alcuni ufficiali statunitensi alla possibilità che i cacciatorpediniere giapponesi trasportassero truppe e materiali, come spesso avevano fatto nelle Isole Salomone, e quindi il peso dello scontro venne a gravare sui soli incrociatori. Il ritmo relativamente ridotto dei colpi messi a segno dalle unità giapponesi fece pensare alla scarsa qualità dei rilevamenti sul tiro da parte degli aerei, mentre la dispersione delle salve era relativamente ridotta. La necessità di proteggere le navi danneggiate costrinse gli statunitensi a non tentare di inseguire le navi trasporto nipponiche, sebbene alcuni comandanti di cacciatorpediniere avessero chiesto a McMorris di poter portare l'attacco, ma a tenere le navi giapponesi a distanza.

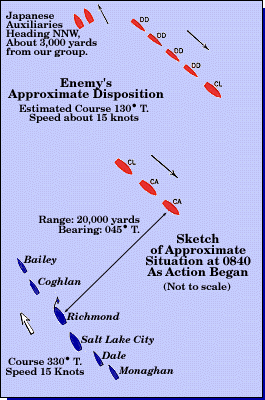
la dislocazione delle navi intorno alle 08:40

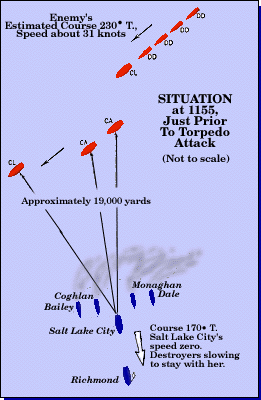
la dislocazione delle navi intorno alle 11:55

L'ultima grande battaglia di artiglierie navali nell'Oceano Pacifico durante il 1943 si concluse con un bilancio sostanzialmente pari dal punto di vista delle perdite, ma con una vittoria strategica per gli americani, il cui blocco navale delle Isole Aleutine non sarebbe più stato forzato da flotte di superficie.
A seguito dell'analisi della battaglia le alte sfere della Marina imperiale giudicarono il comportamento tenuto dal viceammiraglio Hosogaya come incerto e pavido e pertanto venne esonerato dal comando.

## Cronologia della battaglia
- 07:30: il cacciatorpediniere Coghlan e l'incrociatore leggero Richmond entrano in contatto radar con le due navi in coda del convoglio nipponico.
- 07:40: le navi americane in coda aumentano la velocità per presentarsi allo scontro in gruppo compatto; intanto viene individuato un totale di cinque navi nemiche.
- 08:11: gli americani identificano visivamente le navi nipponiche, due navi da trasporto, due incrociatori leggeri e un cacciatorpediniere.
- 08:20-08:35: gli americani individuano altre quattro navi nemiche, due incrociatori pesanti e due cacciatorpediniere.
- 08:39: la flotta americana aumenta la velocità a 25 nodi.
- 08:40: l'incrociatore pesante giapponese Nachi apre il fuoco sul Richmond da una distanza di 20 km circa.
- 08:41: il Richmond di risposta apre il fuoco sul Nachi.
- 08:42: anche l'incrociatore pesante Salt Lake City apre il fuoco sul Nachi da una distanza di 21 km circa. Anche i cacciatorpediniere Bailey e la Coghlan aprono il fuoco, da una distanza rispettivamente di 14 e 18 km, sul Nachi.[8]
- 09:03 - 09:10: il Richmond cessa il fuoco mentre il Salt Lake City viene colpito da un proiettile.
- 09:20 - 11:52: il Salt Lake City riceve altri 5 colpi e inizia ad imbarcare acqua, che fortunatamente spegne l'incendio nel locale caldaie.
- 11:54 - 12:03: il Salt Lake City rallenta fino a fermarsi, ma i cacciatorpediniere Bailey, Coghlan e Monaghan giungono in suo soccorso, attaccando le navi giapponesi e costringendole a cessare l'attacco contro l'incrociatore danneggiato[9].
- 12:03: il Salt Lake City riesce a riavviare i motori.
- 12:25: il cacciatorpediniere Bailey viene colpito due volte e il Coghlan una volta.
- 12:30: le navi giapponesi si ritirano verso ovest.[8]

## Ordine di battaglia
- United States Navy

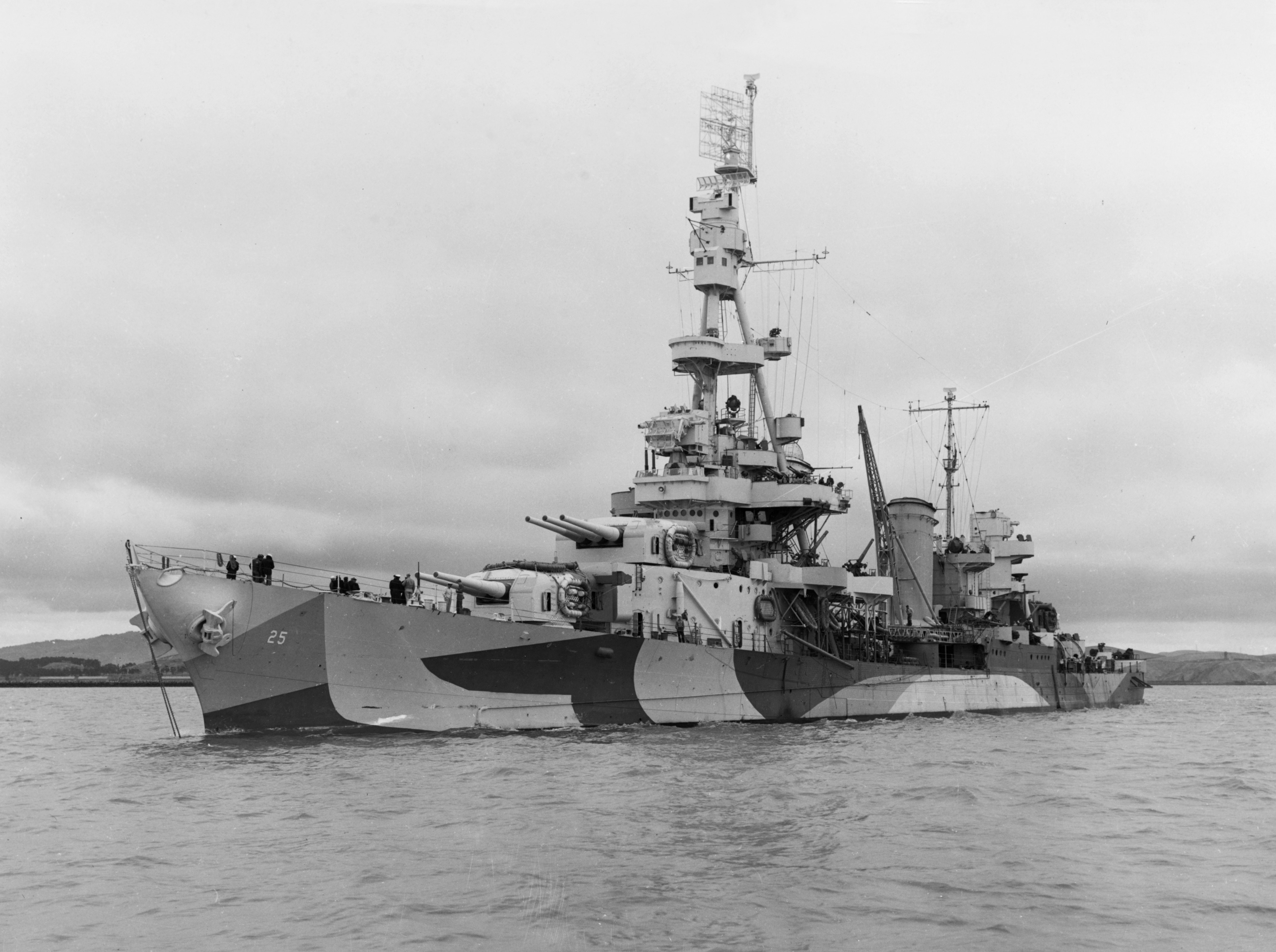
La USS Salt Lake City

  - Task Group 16.6 - comandante, contrammiraglio Charles McMorris
    - Salt Lake City - capitano di vascello Bertram J. Rodgers
    - Richmond - capitano di vascello Theodore Waldschmidt

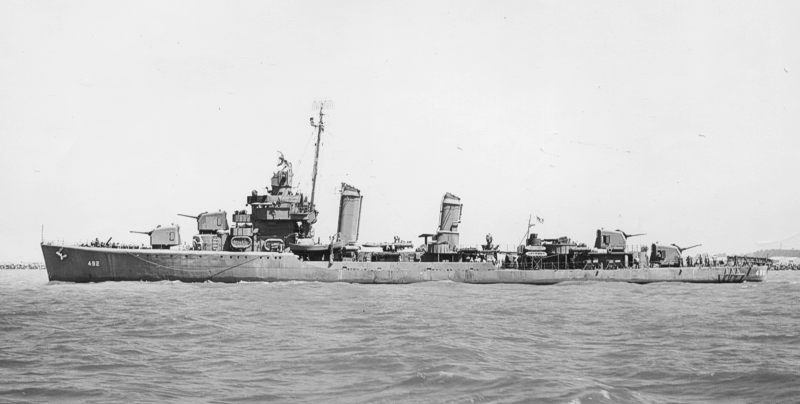
L'USS Bailey

- - DesRon 14 (Destroyer squadRon, squadriglia cacciatorpediniere) - comandante, capitano di vascello Ralph Riggs
    - Coghlan - Benjamin Tompkins
    - Bailey - capitano di corvetta John Atkeson
    - Dale - capitano di fregata Anthony Rorschach
    - Monaghan - capitano di corvetta Peter Horn
- Marina imperiale giapponese
  - 5ª Flotta - comandante, viceammiraglio Boshirō Hosogaya
    - Nachi - capitano di vascello Akira Sone
    - Maya - capitano di vascello Takeji Matsumato
    - Tama - capitano di vascello Zensuke Kanome

- - 21ª Divisione cacciatorpediniere
    - Wakaba
    - Hatsushimo

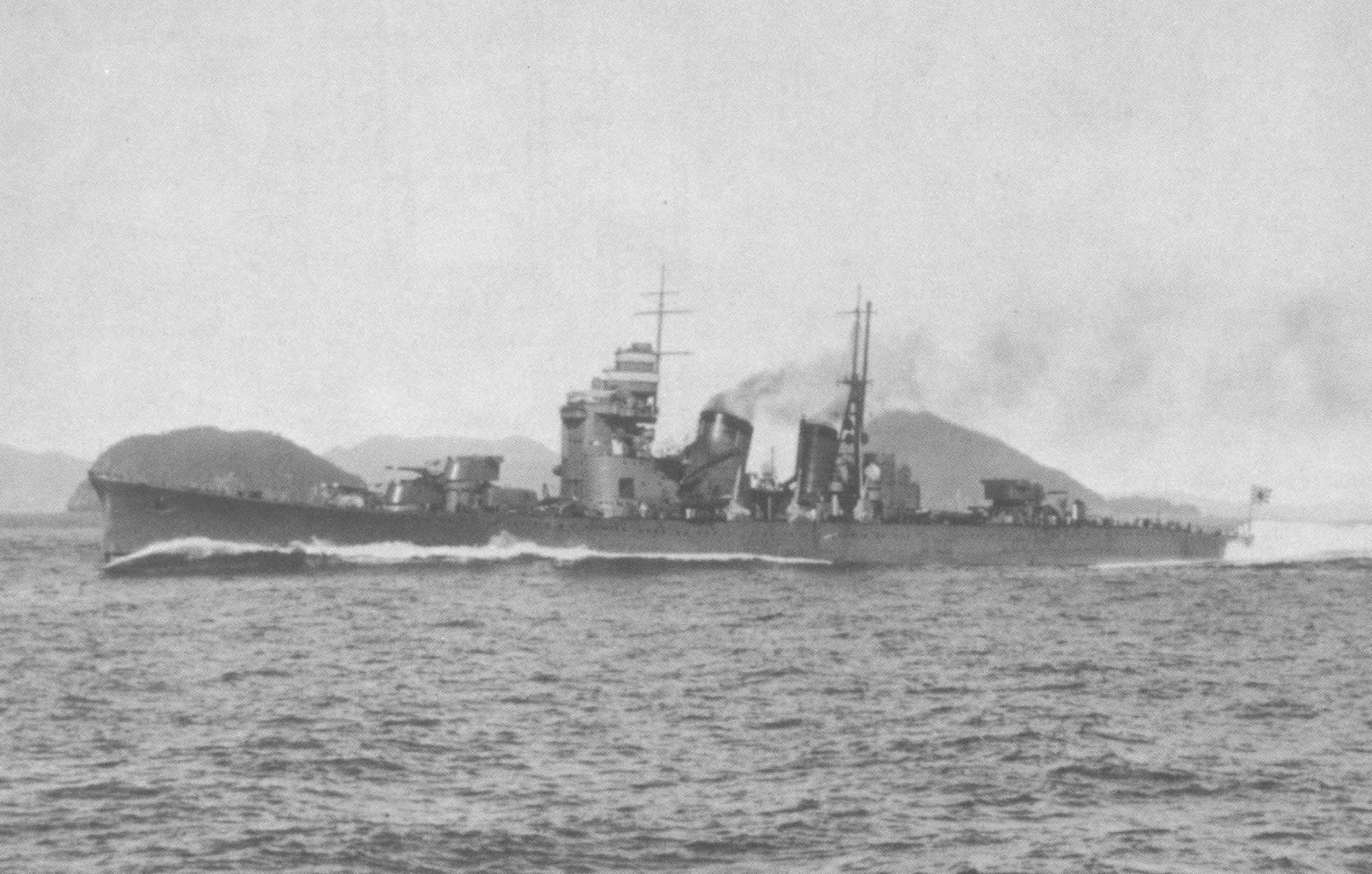
L'incrociatore pesante Nachi

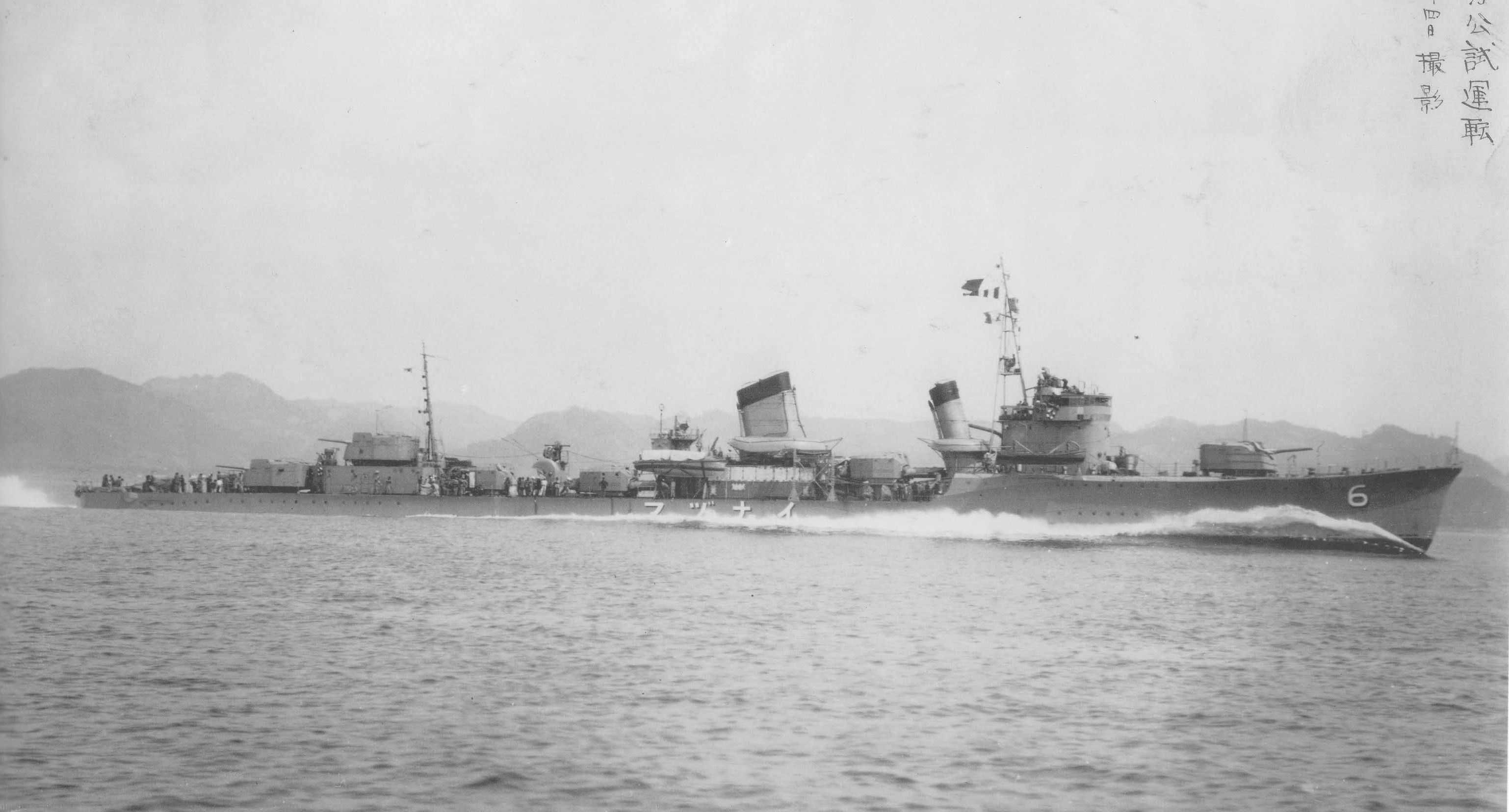
Il cacciatorpediniere Inazuma

- - Convoglio D - comandante, contrammiraglio Tomoichi Mori
    - Abukuma - capitano di vascello Shiro Shibuya

  - 6ª Divisione cacciatorpediniere
    - Ikazuchi
    - Inazuma
    - Trasporto Asaka Maru
    - Trasporto Sakito Maru

  - Gruppo scorta 2
    - Usugumo (non ebbe parte nella battaglia)
    - Trasporto Sanko Maru